# Bikenight

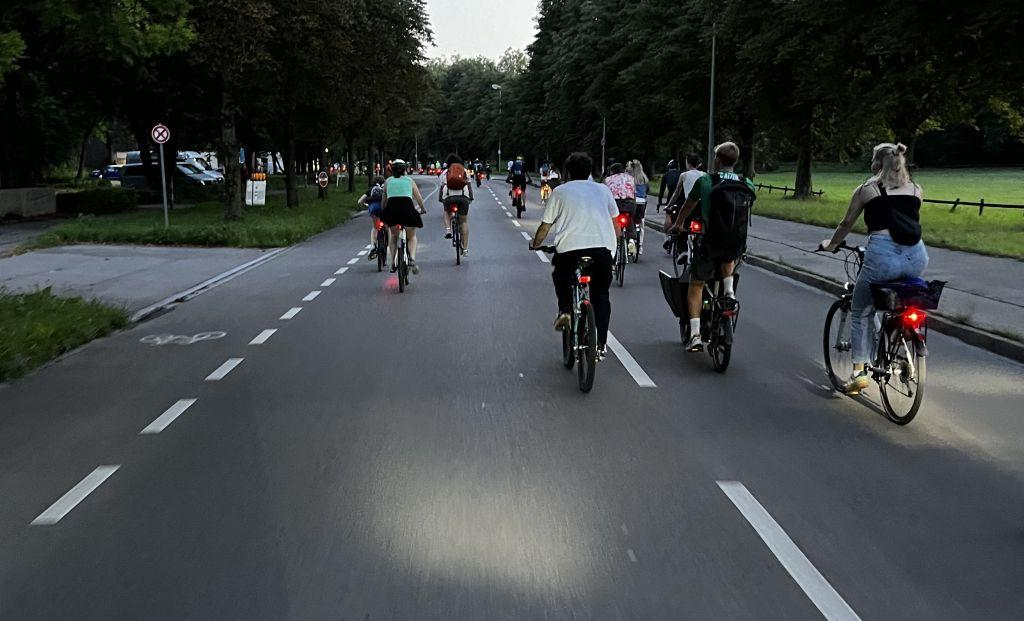
Radlnacht Augsburg 2024

Eine Bikenight, Radnacht oder auch in Bayern Radlnacht ist eine Freizeit- und Sportveranstaltung für Fahrradfahrende, die in vielen großen Städten unter verschiedenen Bezeichnung stattfindet (Bike-Night, Radlnacht, Radnacht, Velo Night u. a.). Sie wird in der Regel während der Sommermonate ausgetragen. Dabei fahren die Teilnehmer auf von der Polizei offiziell abgesperrten Wegen eine längere Strecke oder einen Rundkurs. Kennzeichnend ist dabei die Tages- bzw. Nachtzeit der Durchführung. Auch wenn die Fahrt noch bei Helligkeit startet, erfolgt die Zieleinfahrt in der Regel bei Dunkelheit.
Die Bedingungen für die Teilnahme an einer Bikenight sind von Ort zu Ort unterschiedlich. In vielen Städten wird die Veranstaltung von der Stadt oder Gemeinde selbst organisiert, mit Unterstützung durch private Event- oder Sportagenturen. In anderen Städten wird die Fahrt von Bürgern als Demonstration angemeldet.

## Rechtliches in Deutschland
Mit der Anmeldung als Fahrrad-Demonstration ist es allen Bürgern möglich, eine Bikenight selbst zu organisieren.
In vielen Städten und Gemeinden organisieren Politik und Verwaltung zusammen mit lokalen Hilfsorganisationen die Fahrradfahrten als Teil ihrer Radverkehrsförderung.
In München und Leipzig wird die Fahrt von Vereinen (gemeinnützige Non-Profit-Organisation) organisiert.
In allen Fällen findet die Fahrt nicht als Teilnahme am öffentlichen Straßenverkehr nach StVO statt. Es sei denn, bei einer Demonstration ist das mit den Behörden so abgesprochen, was nur bei sehr geringen Teilnehmerzahlen (ca. unter 20) üblich ist.
Damit ist es möglich, die Fahrräder mit zusätzlicher Beleuchtung, z. B. Lichterketten, auszustatten. Die Veranstalter achten jedoch darauf, dass die Fahrräder der Teilnehmenden in technischen Belangen verkehrssicher sind. Im Einzelfall obliegt die Bewertung den polizeilichen Einsatzleitern oder den Mitarbeitern der Veranstaltung, sofern es sich um eine städtische Veranstaltung handelt.
Eine Ausnahme bildete z. B. die als Demonstration angezeigte 6. Unnaer Bike Night 2023. Die Kreispolizeibehörde Unna untersagte Lichterschmuck, der veranstaltende ADFC sagte daraufhin die Fahrt ab. Für die 7. Bike Night 2024 wurde das Verbot nicht mehr ausgesprochen.

## Typische Ausführungen
Die Fahrten sind bis zu 30 Kilometer lang. Sie führen oft als Rundkurs durch die Stadtzentren, mit Start- und Zielpunkt an großen Plätzen. Oft gibt es ein Rahmenprogramm mit Musik und Informationsständen lokaler Gruppen, z. B. des ADFC.
Die Radnächte bieten immer wieder die Möglichkeit, auf Strecken zu fahren, die ansonsten dem motorisierten Individualverkehr vorbehalten sind, z. B. Bundesstraßen.
In der Regel werden die Strecken vollständig abgesperrt, so dass keine Kraftfahrzeuge in die Strecke einfahren können.
Zu den Radnächten reisen viele Teilnehmende aus Umlandgemeinden und -städten mit den Fahrrädern direkt oder per Zugmitnahme an. Sie sind damit ein Standortfaktor für Tourismus. In Ingolstadt soll z. B. eine künftige Radlnacht den Radtourismus in der Region ankurbeln.
In Hannover wird die Radlnacht von einer GmbH organisiert, 2024 sind es fünf „Velo City Nights“. Für diese ist seit 2024 eine Startgebühr von 3 € zu entrichten.
In Leipzig ist die Radnacht die Auftaktveranstaltung zum Stadtradeln.

## Liste von Bikenights
Bikenights gibt oder gab es z. B. in folgenden Städten und Gemeinden (Auszug):
| Stadt      | Bezeichnung        | Teilnehmerzahlen | Zeitraum  |
| ---------- | ------------------ | ---------------- | --------- |
| Aachen     | Radnacht           | 0300             | seit 2018 |
| Augsburg   | Radlnacht          | 04500            | seit 2016 |
| Deggendorf | Blade & Bike Night | 0500             | seit 2024 |
| Düsseldorf | Radnacht           | 03000            | seit 2013 |
| Dresden    | Radnacht           | 01356            | seit 2017 |
| Frankfurt  | Bike-Night         | 02500            | seit 2011 |
| Hannover   | Velo City Night    | 01000            | seit 2018 |
| Landshut   | Radlnacht          | 0450             | seit 2019 |
| Leipzig    | Radnacht           | 06000            | seit 2014 |
| Meerbusch  | Radnacht           | 0500             | seit 2019 |
| München    | Radlnacht          | 15000            | 2009–2019 |

Die Münchner Radlnacht hatte bisher die größten Teilnehmerzahlen mit 15.000 und mehr. Höhere Teilnehmerzahlen erreichen nur Fahrradsternfahrten.

## Trivia
2020 bewarb sich die Stadt Augsburg mit der Radlwoche und der Radlnacht um den „Deutschen Fahrradpreis“ in der Rubrik „Kommunikation / Kampagnen zur Verbesserung des Images von Radverkehr“.